# Оден, Сесиль
Сесиль Оден (фр. Cécile Odin, род. 4 октября 1965, Бове) — французская профессиональная шоссейная и трековая велогонщица и дуатлонистка, выступавшая в 1983—1996 годах. Чемпионка Франции по дуатлону 1995 года, трёхкратный призёр чемпионатов мира по шоссейному велоспорту.

## Карьера
Оден участвовала в двух Олимпийских играх — в Лос-Анджелесе в 1984 году и в Сеуле в 1988 году, заняв, соответственно, 11-е и 28-е места в женской групповой гонке. 
Она заняла 3-е место в общем зачёте женского Тур де Франс 1985 года и Гранд Букль феминин 1994 года, выиграв 6-й этап. Кроме того, Оден выиграла Тур Бретани в 1987 году и Тур де л'Од феминин в 1989 году. Становилась второй на Туре де ла Дром в 1986, 1987 и 1990 годах. Также занималась велоспортом на треке, несколько раз завоёвывая медали на национальных чемпионатах.
Сесиль Оден добилась первого крупного успеха в карьере в 1989 году, когда вместе с Валери Симонне, Катрин Марсаль и Натали Канте завоевала бронзовую медаль в командной гонке на чемпионате мира в Шамбери.
Два года спустя, на чемпионате мира в Штутгарте 1991 года, она завоевала золотую медаль в той же дисциплине вместе с Марион Клинье, Натали Жендрон и Катрин Марсаль. Её последняя медаль была завоёвана в 1992 году на чемпионате мира в Бенидорме, где в составе сборной Франции Коринн Ле Галь, Жанни Лонго, Катрин Марсаль и Сесиль Оден завоевали серебряную медаль в командной гонке.

## Достижения

### Шоссе

#### По годам
1984
11-я на Олимпийские игры — индивидуальная гонка
1985
Париж — Бурж
3-я в генеральной классификации
2-й этап
9-й этап Тура Техаса
3-я на Туре Техаса
3-я на женском Тур де Франс
1986
2-я на Тур де ла Дром
1987
Тур Финистре
генеральная классификация
2-й этап
Вуэльта Колумбии
3-я в генеральной классификации
9-й этап
Тур де ла Дром
2-я в генеральной классификации
5-й этап Тур де ла Дром
2-я на Хроно Наций
2-я на Гран-при Франции
10-е  на женском Тур де Франс
1988
2-й и 5-й этапы Тура Техаса
Вуэльта Колумбии
2-я в генеральной классификации
7-й этап
Женский Тур де Франс
6-я в генеральной классификации
7-й этап
2-я на Тур Бретани
2-я на Гран-при Наций
2-я на Хроно Наций
3-я на Этуаль Вогезов
3-я на Тур де ла Дром
10-е на Тур де л'Од феминин
28-я на Олимпийские игры — индивидуальная гонка
1989
Тур де л'Од феминин
Тур де ла Дром
2-я в генеральной классификации
2-й этап
 Чемпионат мира  — командная гонка (вместе с Валери Симонн, Катрин Марсаль и Натали Кант)
5-е на женском Тур де Франс
1990
Морбианская трасса
2-й этап Тур де ла Дром
Тур по территории Бельфора
генеральная классификация
2-й и 3-й этапы
3-й этап Джиро Донне
Гонка по виноградникам
генеральная классификация
1-й этап
3-й этап Тура кантона де Перро
Гран-при Франции
3-я на Гран-при Ле Форж ен Бретань
3-я на Туре кантона де Перро
1991
 Чемпионат мира  — командная гонка (вместе с Марион Клинье, Натали Жендрон и Катрин Марсаль)
1992
2-й и 9-й этапы Гранд Букль феминин
 Чемпионат мира  — командная гонка (вместе с Коринн Ле Галь, Жанни Лонго, Катрин Марсаль)
3-я на Хроно Шампенуа
1994
Гранд Букль феминин
3-я в генеральной классификации
6-й этап
2-я на Тур де Вандея
1995
3-я на Чемпионате Франции  — групповая гонка
1996
Гран-при Взаимопомощи Верхней Гаронны
генеральная классификация
1-й этап
3-я на Туре Аквитании

### Статистика выступления наГранд-турах
| Гонка / Год          | 1985           | 1986           | 1987           | 1988           | 1989           | 1990           | 1991           | 1992 | 1993 | 1994           | 1995           | 1996           |
| -------------------- | -------------- | -------------- | -------------- | -------------- | -------------- | -------------- | -------------- | ---- | ---- | -------------- | -------------- | -------------- |
| Женский Тур де Франс | 3              | 14             | 10             | 6              | 5              | 7              | 24             | —    | —    | не проводилась | не проводилась | не проводилась |
| Гранд Букль феминин  | не проводилась | не проводилась | не проводилась | не проводилась | не проводилась | не проводилась | не проводилась | 18   | 28   | 3              | 23             | —              |
| Тур де л'Од феминин  | —              | —              | 16             | 10             | 1              | —              | 13             | 24   | —    | —              | —              | 41             |
| Джиро д’Италия Донне | не проводилась | не проводилась | не проводилась | —              | 8              | 4              | —              | —    | —    | —              | —              | —              |

### Трек
1983
3-я на Чемпионате Франции — гонка преследования
1984
2-я на Чемпионате Франции — гонка преследования
1986
2-я на Чемпионате Франции — гонка преследования
1988
3-я на Чемпионате Франции — гонка преследования
1991
2-я на Чемпионате Франции — гонка по очкам
3-я на Чемпионате Франции — гонка преследования

### Дуатлон
1993
2-я на Чемпионат Франции — короткая дистанция
1995
 Чемпионат Франции — короткая дистанция